# Chiesa di Santa Maria Assunta (Bagno di Romagna)
La chiesa di Santa Maria Assunta è la parrocchiale di Bagno di Romagna, in provincia di Forlì-Cesena e diocesi di Cesena-Sarsina; fa parte della zona pastorale Sarsina-Alta Valle del Savio.

## Storia
La prima citazione di una chiesa a Bagno di Romagna, sorta in corrispondenza di un antico tempio pagano, risale all'anno 861.

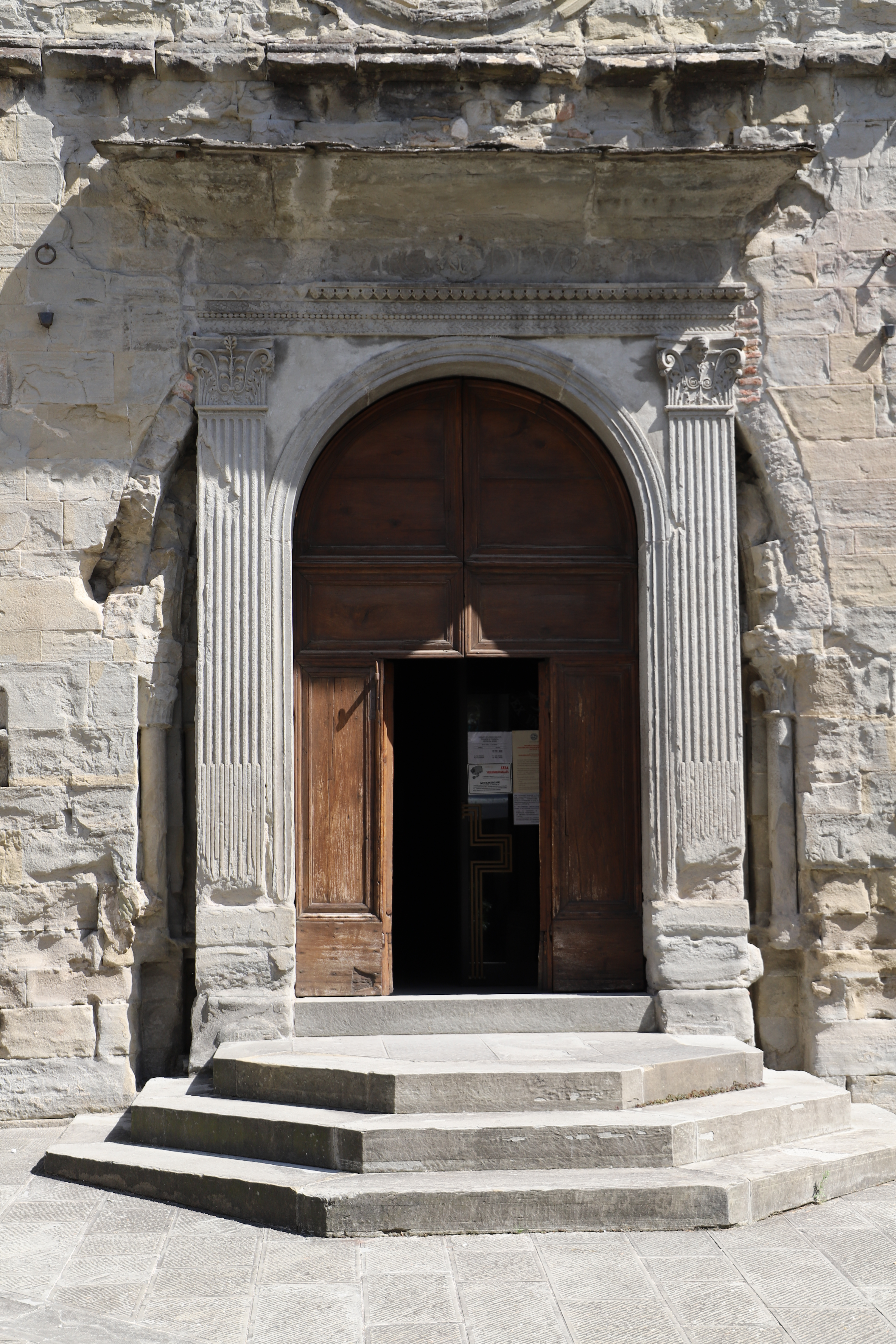
Il portale d'ingresso

Il 13 novembre 872 papa Adriano II diede al vescovo d'Arezzo Giovanni l'ordine di ricostruire la chiesa, annesso alla quale venne edificato nel X secolo un monastero. Retta dai monaci benedettini sino al 1100 circa, in seguito la chiesa passò ai camaldolesi, che vi rimasero per secoli, sino al 1808, quando con le soppressioni napoleoniche dovettero abbandonare la cura d'anime di Bagno, che contestualmente fu affidata al clero della diocesi di Sansepolcro.
Nel 1918 una scossa di terremoto arrecò alla parrocchiale diversi danni, che vennero sanati entro l'anno successivo, e distrusse l'edificio del vecchio convento; nel 1920 fu poi realizzata la canonica.

Tra il 1959 e il 1960 vennero condotti dei restauri e successivamente nel 1975 la chiesa entrò a far parte della diocesi di Cesena.

## Descrizione

### Facciata
La facciata della chiesa, a salienti e in stile romanico, presenta lateralmente due finestrelle e centralmente il portale d'ingresso rinascimentale, al quale s'accede tramite tre scalini; ai suoi lati si elevano da due lesene terminanti con capitelli corinzi caratterizzati da due mascheroni, sopra cui si imposta l'architrave in cui si legge la scritta, parziale, "VIRGINI DEVOTI POSVI"; più in alto si staglia il rosone abbellito da un'immagine floreale a otto petali, che si riferiscono simbolicamente ai sette giorni della creazione e a quello del Giudizio Universale.

### Interno
L'interno dell'edificio si compone di un'unica navata a pianta rettangolare sulla quale si affacciano sette cappelle laterali.
Opere di pregio qui conservate sono una statua di Sant'Agnese, scolpita da Andrea Della Robbia, il dipinto avente come soggetto la Madonna col Bambino, eseguito verso il 1410 dal Maestro di Sant'Ivo, il polittico raffigurante la Madonna Assunta assieme a dei Santi, realizzato nel 1467 da Neri di Bicci, la rappresentazione della Natività del Maestro del Tondo Borghese e la tela con la Madonna col Bambino e Santi, dipinta intorno al 1560 da Michele Tosini. Nella chiesa è custodito il sacro corporale che la tradizione vuole sia stato oggetto del miracolo eucaristico del 1412.